# Мауріція Чекконі
Мауріція Чекконі (італ. Maurizia Cecconi, 12 квітня 1975) — італійська синхронна плавчиня.
Учасниця Олімпійських Ігор 1996, 2000 років.